# Gigant Lard-1
Gigant Lard-1 es el nombre de una variedad cultivar de manzano (Malus domestica) Esta manzana está cultivada en la colección de germoplasma de manzanas del CSIC, también está cultivada en la colección de germoplasma de peral y manzano en la "Finca de Gimenells de la Estación Experimental de Lleida - IRTA" con el número de accesión M001. Esta manzana es originaria de la comunidad autónoma de La Rioja concretamente de Lardero, procedente de un ejemplar localizado en el año1998.

## Historia
'Gigant Lard-1' es una variedad de manzana de la comunidad autónoma de La Rioja (Lardero, provincia de Logroño), está catalogada con el número de accesión M001 en el Banco de germoplasma de peral y manzano de la Universidad de Lleida, que se encuentra integrado en la Red de Colecciones del Programa de Conservación y Utilización de los Recursos Fitogenéticos para la Alimentación y la Agricultura, del Plan Nacional de I+D+I.
'Gigant Lard-1' está considerada con otras muchas de las entradas que se han incorporado al Banco de germoplasma en la "Finca de Gimenells de la Estación Experimental de Lleida - IRTA", provienen de ejemplares únicos, en algunos casos, actualmente desaparecidos, lo que ha permitido paliar la erosión genética que se está dando en estas especies frutales.
'Gigant Lard-1' es una variedad que se cultiva para su conservación genética, para posibles usos y mejoras en cruces con otras variedades, para incrementar cualidades o intercambiarlas.

## Características
El manzano de la variedad 'Gigant Lard-1' tiene un vigor fuerte de tipo ramificado, con porte caído; ramos con pubescencia fuerte, de un grosor grueso, con longitud de entrenudos muy largos, número de lenticelas medio, relación longitud/grosor de los entrenudos media, tipo de ramos fructíferos predominantes sin predominio; yema fructífera de forma ovoide, flor no abierta presenta color del botón floral rosa oscuro, flor de tamaño grande, pétalos con posición relativa de los bordes tangentes, inflorescencia con número medio de flores medio, de forma plana o ligeramente cupuliforme, sépalos de color predominante verde, sépalos de longitud corta, pétalos de longitud larga, pétalos con una relación longitud/anchura ligeramente más largos que anchos, estilos con longitud en relación con los estambres más largos, estilos con punto de soldadura cerca de la base.
Las hojas tienen un porte erguido en relación con el ramo, limbo de longitud largo y de anchura medio, con una relación longitud/anchura media, forma del borde ondulada, peciolo con longitud medio, forma del limbo elíptico-ensanchada, aspecto de la superficie del haz brillante, pubescencia del envés media, plegamiento de la superficie ondulada, tamaño de la punta grande, forma de la base aguda, estípulas con una forma muy foliáceas, y ángulo del peciolo respecto al ramo grande.
La variedad de manzana 'Gigant Lard-1' tiene un fruto de tamaño y peso muy grande; forma aplanada, relación longitud/anchura muy pequeña, posición de la anchura máxima en el medio, más o menos marcado, en uno de los lados y en su cima, presenta contorno suavemente acostillado; piel suavemente grasa al tacto; con color de fondo verde blanquecino, importancia del sobre color débil, siendo el color del sobre color rojo, siendo su intensidad claro, reparto del color en la superficie en placas continuas con estrías, acusando unas lenticelas medianas, y una sensibilidad al "russeting" (pardeamiento áspero superficial que presentan algunas variedades) en las caras laterales ausente o muy débil; pedúnculo corto, y grueso, anchura de la cavidad peduncular grande, profundidad de la cavidad pedúncular profunda, y con importancia del "russeting" en cavidad peduncular fuerte; coronamiento por encima del cáliz débil, anchura de la cav. calicina ancha, profundidad de la cav. calicina media, y con importancia del "russeting" en cavidad calicina ausente o muy débil; ojo grande, cerrado; sépalos cortos, parcialmente extendidos.
Carne de color crema; textura dura, suavemente jugosa; sabor algo aromático, bueno; corazón con distinción de la línea media; eje abierto; lóculos carpelares parcialmente abiertos; semillas grandes, anchas, de color marrón claro.
La manzana 'Gigant Lard-1' tiene una época de maduración y recolección muy temprana, en verano, se recoge desde inicios de julio hasta mediados de agosto. Se usa como manzana de mesa fresca.

## Calidad de fruto y prueba de cata
- Peso del fruto: Grande
- Calibre del fruto: Grande
- Longitud del fruto: Grande
- Índice de almidón: Medio
- Dureza medida de la carne: Media
- Índice refractométrico (IR): Medio
- Acidez titulable: Alta
- Jugosidad de la carne: Jugoso
- Textura de la carne: Media
- Dureza sensorial de la carne: Dura
- Dulzor: Medio
- Acidez: Media
- Intensidad del sabor de la carne: Media
- Sabor: Regular
- Valoración global del fruto: Malo[3]

## Características Agronómicas
- Afinidad del injerto (compatibilidad): Muy buena
- Facilidad de formación y poda: Alta
- Tipo de fructificación: Tipo III
- Precocidad varietal: Muy poco precoz
- Vecería: Media
- Productividad: Alta
- Necesidad de aclareo: Baja
- Escalonamiento de la maduración del fruto: Muy largo
- Sensibilidad a la caída en maduración: Alta
- Aptitud para la conservación del fruto en árbol: sin datos
- Aptitud para la conservación del fruto en almacén o cámara: sin datos
- Sensibilidad al moteado: sin datos
- Sensibilidad al oídio: sin datos
- Sensibilidad a pulgón lanígero: sin datos[3]